# John Adams (Meuterer)

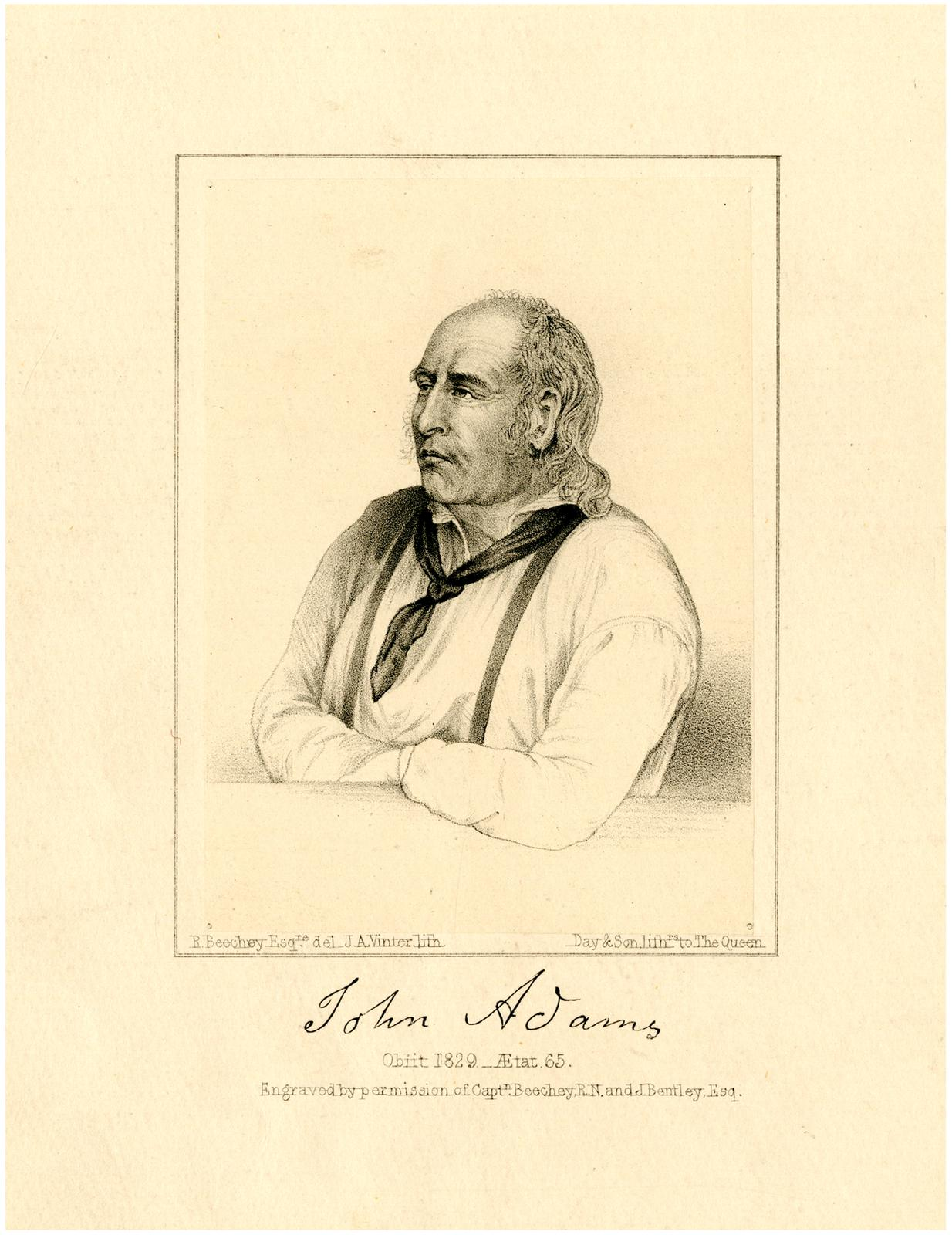
John Adams dargestellt von Frederick W. Beechey, 1825.

John Adams (* 4. Dezember 1767 in Stamford Hill; † 5. März 1829 auf Pitcairn), alias Alexander Smith, war ein Seemann auf dem britischen Handelsschiff HMS Bounty, der nach seiner Beteiligung an der auf ihr begangenen Meuterei zum Gründervater der Gemeinschaft der Pitcairner wurde. Die einzige Siedlung der Pitcairninseln, Adamstown, ist nach ihm benannt.

## Leben

### Name und Herkunft
Angefangen mit seiner Einschreibung in die Musterungsrolle der Bounty am 7. September 1787 bis einschließlich seiner Begegnung mit dem amerikanischen Kapitän Mayhew Folger am 6. Februar 1808 war der Seemann und Meuterer John Adams seinem befehlshabenden Offizier Lt. William Bligh, seinen Schiffkameraden, seinen Gefährtinnen und seinen Kindern ausschließlich unter dem Namen Alexander Smith bekannt. Die jungen Pitcairner nannten ihn „Aleck“. Über die Gepflogenheiten der Europäer bei ihrer Namensgebung verwirrt scheint später die Tahitianerin Teehuteatuaenoa gewesen zu sein, die ihren ehemaligen Gefährten „Adam Smith“ und dessen Kinder mit dem Familiennamen „Smith“ nannte.
Der amerikanische Seefahrer Amasa Delano, ein Freund von Folger, mutmaßte in seinem 1817 veröffentlichten Reisebericht, dass der nach achtzehn Jahren auf Pitcairn in Isolation lebende Smith bei seiner Begegnung mit Folger von diesem einen Abriss über die jüngere Geschichte der Vereinigten Staaten von Amerika erhalten und darauf den Namen des zweiten Präsidenten John Adams als Alias angenommen habe, war dieser doch für sein Eintreten zugunsten bürgerlicher Freiheiten bekannt. Damit habe er sich einen Seitenhieb gegen seinen Souverän erlaubt, die britische Krone und ihre Seegerichtsbarkeit, von der er als aktiver Meuterer die Todesstrafe zu erwarten hatte. Ebenfalls in Amerika wurde 1819 die erste fiktionale Bearbeitung des Bounty-Stoffes von dem Seemann Charles Lenox Sargent veröffentlicht, eine vermeintliche Autobiografie des letzten überlebenden Meuterers, die er umständlich als The Life of Alexander Smith, Captain of the Island of Pitcairn; one of the mutineers on board his Majesty’s ship Bounty; commanded by Lieut. William Bligh. Written by Smith Himself, on the above Island, and bringing the accounts from Pitcairn betitelte.
Noch im selben Jahr hatte der Journalist Samuel Topliff in Salem, Massachusetts, den Walfänger-Kapitän Reynolds und dessen zweiten Offizier Downes über deren Besuch auf Pitcairn zwei Jahre zuvor interviewt. Ihnen gegenüber hatte sich der Inselpatriarch schon als John Adams vorgestellt, von dem sie zwei unbeschriebene Bücher (Kladde) geschenkt bekamen, die aus dem Besitz von Bligh stammten. Topliff bestand auf eine Sichtung dieser Bücher, in denen er vier handschriftliche Eintragungen fand, die nach Aussage von Downes von John Adams persönlich getätigt wurden. Offenbar hatte sich dieser tatsächlich an der Abfassung einer Autobiografie versucht, doch dieses Vorhaben wohl aufgrund unzureichender Schreibkenntnisse aufgegeben. Über die Abfassung eines kurzen Incipits hinaus haben seine Fähigkeiten nicht gereicht. In der Einleitung stellte sich der Autor mit Alexander Smith Elias Adams vor, doch als Titel hatte er The Life Of John Adams gewählt. Topliff kam daher zu dem Schluss, dass Alexander Smith der richtige Name des letzten Meuterers gewesen sein muss.
Der Handschrift weiter folgend, sei „Smith“ am 4. oder 5. November 1766 in Stamford Hill in der Pfarrei St. John Hackney in Middlesex geboren. Sein Vater war Diener eines Kaufmannes und ertrank in der Themse, worauf er und drei Geschwister zu armen Waisen wurden. Das Pfarrregister von St. John Hackney widerlegt die Schlussfolgerung von Topliff, da in ihm die Taufe von John Adams am 4. Dezember 1767 als viertes Kind von John und Dinah Adams verzeichnet ist. Seine älteren Geschwister waren Rachel (get. 4. Dezember 1754), Dinah Jemina (get. 2. Februar 1757) und Jonathan John (get. 18. Oktober 1765). Der Vater John Adams sen. wurde am 25. Mai 1768 bestattet. John Buffett bestätigte in seiner Autobiografie, dass John Adams im Jahr 1819 auf Pitcairn eine Korrespondenz seines Bruders Jonathan erhalten habe, der zu dieser Zeit in Wapping (London Borough of Tower Hamlets) lebte, während eine von zwei Schwestern bereits verstorben war.

### Auf der Bounty

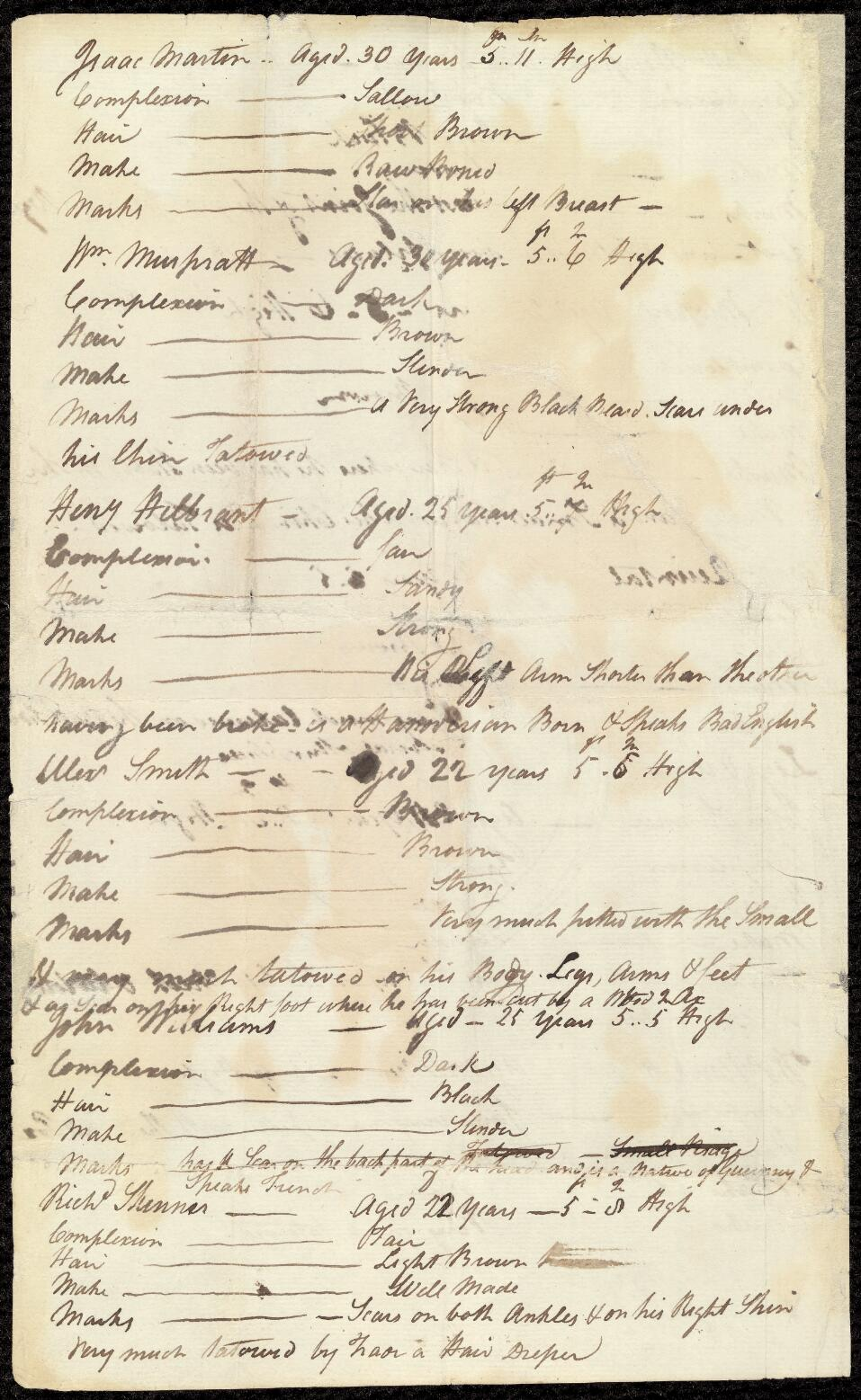
Eine Seite aus Blighs persönlichem Notizbuch mit seiner Beschreibung von Isaac Martin, William Muspratt, Henry Hilbrand, Alexander Smith, John Williams und Richard Skinner. National Library of Australia.

Adams heuerte 1787 in Deptford unter dem Namen Alexander Smith als Vollmatrose (Able Seaman) auf der HMS Bounty unter Lt. William Bligh auf dessen Mission, die Brotfrucht von Tahiti nach Jamaika zu transportieren, an. In der Musterungsrolle gab er sein Alter mit 20 an. James Bligh, ein Cousin von William Bligh, führte in einer handschriftlichen Notiz zu dessen Reisebericht später an, dass Adams zuvor von einem anderen Schiff desertiert sei und sich deshalb mit einem falschen Namen auf der Bounty gemeldet habe.
Während der Seereise erscheint Smith/Adams in dem von Bligh geführten Logbuch an zwei Stellen in entscheidender Erwähnung. Nach weniger als einer Woche auf Tahiti wurde er am Nachmittag den 4. November 1788 von Bligh mit einem Dutzend Hiebe zur Auspeitschung an Deck bestraft, weil er wegen Unachtsamkeit den Diebstahl einer Rudergabel durch einen Tahitianer zu verantworten hatte. Anwesende tahitianische Würdenträger hatten Bligh von der Bestrafung abraten wollen, doch zeigte dieser sich unnachgiebig. Am Tag der Meuterei am 28. April 1789 war Smith/Adams als einer der aktiven Meuterer aufgetreten. Sowohl Bligh als auch die beiden Fähnriche (Midshipman) Thomas Hayward und John Hallet, sowie der Bootsmannsmaat James Morrison nannten ihn unter den waffentragenden Meuterern, die den gefesselten Bligh aus seiner Kajüte an Deck eskortierten. Allein diese Aussagen hätten in einem Seegerichtsverfahren zu einer Verurteilung zur Todesstrafe gereicht. Von Bligh wurde er in dessen Auflistung der Meuterer folgend beschrieben: Alexander Smith, Vollmatrose, 22 Jahre alt, etwa 5 Fuß und 5 Zoll hoch, brauner Teint, braune Haare, kräftig gebaut, sehr stark mit Pocken befallen, am ganzen Körper, Armen, Beinen und Füßen tätowiert, am rechten Fuß eine Narbe nach einer Verletzung mit einer Holzfälleraxt.
Nach Tahiti am 6. Juni 1789 zurückgekehrt, nahm Smith/Adams seine einheimische Gefährtin Teehuteatuaenoa an Bord, deren linker Arm mit einer Tätowierung (AS 1789) markiert war. Gemeinsam nahmen sie am Siedlungsversuch der Meuterer auf Tubuai teil. Nach dessen Scheitern am 22. September 1789 nach Tahiti zurückgekehrt, verzichtete Smith/Adams mit acht weiteren Meuterern an Land zu gehen. Am Abend desselben Tages kappte Fletcher Christian die Haltetaue der Bounty und ließ Segel auf das offene Meer setzen. Er und seine acht Mitstreiter wollten nicht auf Tahiti verbleiben, hier auf ihre wahrscheinliche Ergreifung wartend, sondern beabsichtigten, sich ein sicheres Versteck zu suchen. Nach einer viermonatigen Fahrt erreichten sie die kleine, aber unbewohnte und bewaldete Insel Pitcairn, an der sie an Land gingen und am 23. Januar 1790 die Bounty abbrannten.

### Auf Pitcairn
Die neun Meuterer Christian, Smith/Adams, Young, McCoy, Williams, Mills, Quintal, Martin und Brown wurden bei ihrer Anlandung auf Pitcairn von sechs tahitianischen Männern, zwölf tahitianischen Frauen und einem Kleinkind begleitet. Teehuteatuaenoa war zu diesem Zeitpunkt nicht mehr seine Gefährtin, sondern Obuarei. Diese starb noch im ersten Jahr auf der Insel, nachdem sie beim Sammeln von Vogeleiern von den Klippen gestürzt war. Zuvor war auch die Gefährtin von Williams verstorben, der nun eine der drei Gefährtinnen der Tahitianer für sich reklamierte. Auch Smith/Adams erhob einen Anspruch auf eine neue Gefährtin und nahm sich Tinafanaea. Diese „Vergabe“ der Frauen hatte ein erstes Aufbegehren der Tahitianer provoziert, doch die Meuterer konnten ihre Überlegenheit ausspielen und zwei der Aufrührer von ihren eigenen Landmännern töten lassen.
Die verbliebenen vier Tahitianer unternahmen am 20. September 1793 nun vorbereitet eine weitere Erhebung. Mit Gewehren und Pistolen bewaffnet, töteten sie nacheinander Williams, Christian, Mills, Martin und Brown. Smith/Adams konnte zunächst in die Berge fliehen, kehrte aber nach Einbruch der Dunkelheit in sein Haus zurück, um sich Proviant zu besorgen. Doch dort wurde er von zwei der Tahitianer überrascht, die einen Schuss auf ihn abfeuerten. Die Kugel streifte ihn am Hals und Kinn, wovon eine prägende Narbe zurückblieb. Darauf wollte der waffentragende Tahitianer ihn mit dem Verschluss des Gewehres den Schädel einschlagen, doch Adams wehrte den Hieb mit einer Hand ab, wobei er sich allerdings zwei seiner Finger brach. Gefangen genommen wurde er in das Haus von Christian gebracht, wo sich auch die Frauen und der ebenfalls gefangene Young aufhielten. Nach nur wenigen Tagen hatten sich die vier Tahitianer untereinander zerstritten, worauf einer von ihnen getötet wurde. Sein Mörder floh zu Quintal und McCoy in die Berge, wurde dort aber von ihnen getötet. Nachdem die beiden flüchtigen Meuterer keine Anstalten machten, in die Siedlung zurückzukehren, planten Smith/Adams und Young gemeinsam mit den Frauen die Tötung der beiden letzten Tahitianer. Am 3. Oktober 1793 wurde einem von ihnen im Schlaf von Teraura (alias „Susannah“) der Schädel eingeschlagen. Young tötete darauf den Letzten mit einem Gewehrschuss.
Die folgenden Jahre versuchten sich die vier überlebenden Meuterer in einem friedfertigen Zusammenleben auf der Insel. Zusammen mit Young scheint Smith/Adams dabei ein polygames Verhältnis zu den Frauen geführt zu haben. Tinafanaea war nun nicht mehr seine Gefährtin, sondern Vahineatua, die ihm drei Töchter gebar. Gestört wurde das Zusammenleben nun aber von McCoy und Quintal, die sich nach der erfolgreichen Destillation von Taro-Schnaps dem Alkoholismus hingaben. Quintal trat den Frauen gegenüber zunehmend aggressiv auf. Nachdem sich sein Freund McCoy in den Tod gestürzt hatte, wurde sein Auftreten unberechenbarer. Er drohte mit dem Mord an seinen zwei verbliebenen Kameraden und an den Kindern von Christian. Young und Smith/Adams entschlossen sich 1799 zur Beseitigung dieser Bedrohung, indem Letzterer dem schlafenden Quintal mit einer Axt den Schädel einschlug.

### Gründervater der Pitcairner
Smith/Adams wurde nun ein gelehriger Schüler des in der alten Schiffshierarchie über ihm stehenden Young, der sich bereits Gedanken über die Gestaltung eines zukünftigen Zusammenlebens unter den Nachkommen der Meuterer auf der Insel gemacht hatte. Von ihm wurde er anhand der Schiffsbibel der Bounty im Lesen und Schreiben unterrichtet und in der Auslegung der heiligen Schrift unterwiesen, die in der Liturgie der Kirche von England erfolgte. Nachdem Young zu Weihnachten 1800 verstorben war, blieb Smith/Adams als letzter erwachsener Mann zurück, dem nun die Rolle der Vaterfigur für dreiundzwanzig Kinder zufiel. Etwa zu dieser Zeit war auch seine Gefährtin Vahineatua eines tragischen Todes gestorben, als ihr im schwangeren Zustand von einem der Ziegenböcke das Horn in den Bauch gerammt wurde und sie daran verblutete. Smith/Adams ging nun eine Beziehung zu Teio (alias „Mary“) ein, die ihm einen Sohn gebar und seine letzte Gefährtin bleiben sollte.
Die heranwachsenden Kinder unterrichtete Smith/Adams im Lesen und Schreiben und vermittelte ihnen den christlichen Glauben und eine darauf fußende Sozialethik, wie er es selbst von Young gelernt hatte. In der Einhaltung religiöser Pflichten und Sitten soll er einer kompromisslosen Strenge gefolgt sein. Dazu gehörte die Abhaltung des regelmäßigen Sonntagsgottesdienstes, der Tischgebete vor jeder Mahlzeit und die Einhaltung des Sabbats, an dem alle Arbeit für die schulische Bildung zu ruhen hatte. Mit seiner letzten Gefährtin praktizierte er die Monogamie einer christlichen Ehe, in der allein ein sexueller Verkehr zwischen Mann und Frau akzeptabel war. Letzteres Gebot konnte er allerdings nicht immer durchsetzen. Als im Jahr 1817 seine Tochter Dinah ein uneheliches Kind von Edward Quintal erwartete, soll er die Todesstrafe über das Paar verhängt haben. Doch nachdem kein Anwesender dazu bereit war sie zu vollstrecken, strafte er das Paar mit seiner Nichtbeachtung. Spätere Besucher bescheinigten Adams das Verdienst, die Nachkommenschaft der Meuterer zu einer friedfertig koexistierenden und moralisch gefestigten Gemeinschaft erzogen zu haben, die alle Merkmale einer europäischen/britischen Zivilisation, umgeben von der indigenen pazifischen Welt trage.
Die Kinder von John Adams waren:
- Dinah Adams (* ~1794–99 auf Pitcairn, † 18. Januar 1864 auf Norfolk); ⚭ 5. März 1819 mit Edward Quintal (* 1800 auf Pitcairn, † 8. September 1841 auf Pitcairn)
- Rachel Adams (* ~1794–99 auf Pitcairn, † 7. September 1876 auf Norfolk); ⚭ 26. November 1824 mit John Evans (* 1804 in London, † 30. Dezember 1891 auf Norfolk)
- Hannah Adams (* 1800 auf Pitcairn, † 27. August 1864 auf Pitcairn); ⚭ 1822 mit George Young (* ~1794–99 auf Pitcairn, † 4. Mai 1831 auf Tahiti)
- George Adams (* 1804 auf Pitcairn, † 29. Oktober 1873 auf Norfolk); ⚭ 1. April 1827 mit Polly Young (* ~1794–99 auf Pitcairn, † 17. Dezember 1843 auf Pitcairn)

### Kontakte

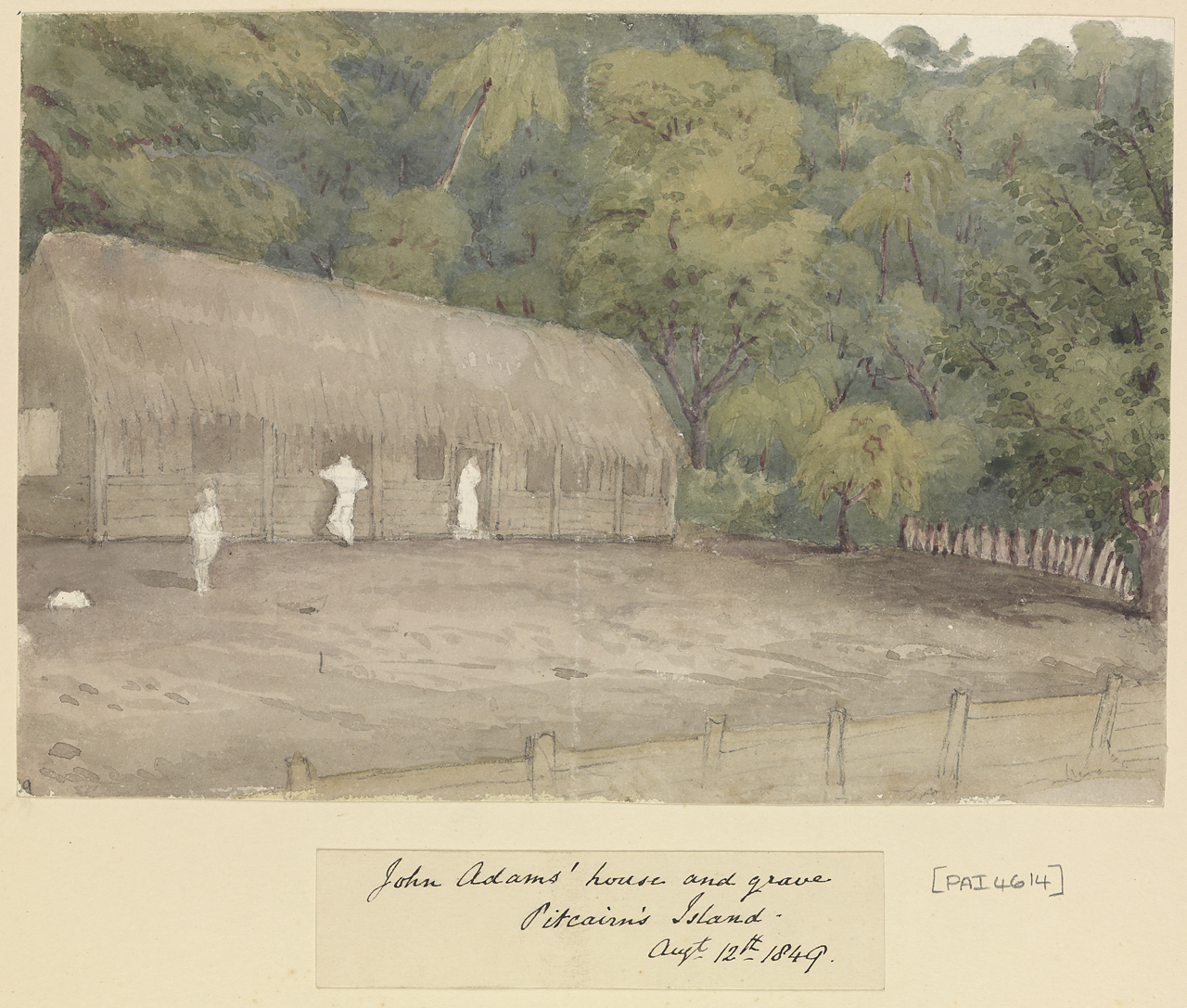
John Adams’ Haus und Grab auf Pitcairn. Aquarell von Edward Fanshawe, 12. August 1849.

Die Kontaktaufnahme mit dem am 6. Februar 1808 vor Pitcairn ankernden amerikanischen Walfänger Topaz unter Kapitän Mayhew Folger beendete die achtzehn Jahre währende Isolation der Inselbewohner von der Außenwelt. Der Kapitän wollte den ominösen Inselpatriarchen namens „Aleck“ kennen lernen, doch weigerte dieser sich auch nach zweimaligen Bitten, auf sein Schiff zu kommen. So musste der Kapitän an Land gehen und traf Adams in seinem Haus, der sich ihm noch als Alexander Smith vorstellte. Folger und allen nachfolgenden Besuchern wurde er ein mitteilungsbedürftiger Informant über das Ende der Bounty, das Schicksal seiner Kameraden auf der Insel und seiner Rolle bei der Meuterei. Seine Erzählungen zeichnen sich dabei mit einer auffallenden Inkonsistenz aus. Gegenüber Folger behauptete er, die ersten Jahre auf Pitcairn seien unter der Herrschaft von Christian harmonisch verlaufen, bis dieser nach einer Krankheit verstarb, worauf der Kampf gegen die Tahitianer begann, den er allein überlebte. Auch schien Adams den Namen der Insel, auf der er seit achtzehn Jahren lebte, nicht gekannt zu haben. Wie er mit der Bounty hierher kam, erzählte er nicht.
Von Folger hatte Adams von der Mission der HMS Pandora unter Kapitän Edward Edwards zur Ergreifung der Meuterer auf Tahiti und deren unglückliches Schicksal nach dem Untergang der Pandora erfahren, was ihn sehr verunsicherte. Entsprechend vorsichtig verhielt er sich, als am 17. September 1814 die britischen Kriegsschiffe HMS Briton und HMS Tagus vor Pitcairn erschienen. Obwohl die Pitcairner mit den Schiffen Kontakt aufnahmen, ließ sich Adams bei deren Kapitänen Sir Thomas Staines und Philip Pipon als schwer erkrankt und bettlägerig verleugnen, so dass er außer Stande sei, zu ihnen an Bord zu kommen. So nahmen die Kapitäne den Landgang auf sich, um den als letzten lebenden Meuterer vorgestellten Inselpatriarchen kennen zu lernen. Nachdem Adams von einer seiner Töchter darüber informiert wurde, dass die Kapitäne unbewaffnet und allein auf dem Landungsboot übersetzten, entschloss er sich doch zur Landestelle zu gehen, um sie persönlich zu empfangen. Ihnen gegenüber stellte er sich erstmals unter seinem tatsächlichen Namen vor, spielte aber zugleich seine Rolle bei der Meuterei herunter. Sich offensichtlich der Geschichte von Edward Young bedienend, erklärte er, er habe erkrankt in seinem Bett gelegen. Das Ankunftsdatum der Meuterer auf der Insel konnte er nicht sagen, aber angeblich habe Christian gewusst, dass es sich bei ihr um Pitcairn gehandelt habe. Christian habe im Anschluss ein grausames und unmenschliches Regime über seine Gefährten geführt, nach dem Tod seiner Gefährtin (Mauatua) die Frau eines Tahitianers beansprucht und so die Gewaltspirale in Gang gesetzt, die zum Tod aller Männer bis auf Adams geführt habe. Obwohl die beiden Kapitäne dazu autorisiert waren, verzichteten sie auf eine Festnahme und Überstellung an die britische Seegerichtsbarkeit des Meuterers Adams, was seinen Tod am Strick bedeutet hätte. Pipon begründete diese Entscheidung in der Bedeutung des Mannes für den Zusammenhalt der Inselgemeinschaft als einzige väterliche Autorität, Schiedsrichter und religiösen Mentor ihrer jungen Generationen. Seine Verdienste bei der Errichtung eines friedlichen und prosperierenden Zusammenlebens hätten seine Verfehlungen in der Vergangenheit aufgewogen. Außerdem sei es wegen seines Alters unmöglich gewesen, ihn unbeschadet in einem Boot durch die Brandung zu transportieren, um ihn dann eine Schiffsleiter an Deck hinaufklettern zu lassen.
Als am 17. Oktober 1817 der amerikanische Walfänger Sultan unter Kapitän Reynolds für drei Tage einen Halt vor Pitcairn einlegte, war Adams in ausreichender körperlicher Kondition, um dessen Einladung auf sein Schiff anzunehmen, so dass er erstmals seit siebenundzwanzig Jahren wieder ein Deck betrat. Der Amerikaner zog seine eigenen Schlussfolgerungen aus Adams Erzählungen. Die Tahitianer hätten sich gegen die Unterdrückung durch die britischen Seemänner gewehrt, konnten fünf von ihnen töten, bevor sie gegen die anderen vier unterlagen. Drei weitere Briten (darunter Quintal) seien dann eines natürlichen Todes gestorben, so dass Adams allein zurückblieb. Pitcairn hätten sie in nur wenigen Tagen von Tahiti aus erreicht. Mit der Sultan verließ Adams erste Gefährtin Teehuteatuaenoa die Insel für immer.
Am 18. Januar 1819 wurde Pitcairn von dem Schiff der Ostindien-Kompanie Hercules unter Kapitän John Henderson direkt angefahren. Er brachte eigens für die Insel gespendete Versorgungsgüter sowie die Korrespondenz von Adams’ Bruder. Erneut gab Adams an, bei Ausbruch der Meuterei in seiner Hängematte geschlafen zu haben. Überhaupt sei der Hauptverantwortliche für die Meuterei Quintal gewesen, der Christian dazu angestiftet habe. Der habe danach die Meuterer direkt nach Pitcairn geführt. Für den Ausbruch der Kämpfe, die zum Tod von fünf Meuterern führten, machte er allein Williams verantwortlich, weil dieser die Frau eines Tahitianers beansprucht habe. Von den anderen drei behauptete er abermals, sie seien eines natürlichen Todes gestorben.
Der Aufenthalt des britischen Walfängers Elizabeth von 2. bis 5. März 1819 bot Adams erneut die Gelegenheit ein Schiff zu betreten. Kapitän Henry King nahm eine Schiffstrauung von Dinah Adams und Edward Quintal vor, so dass sich das Paar mit dem Patriarchen wieder versöhnen konnte.
Am 10. April 1821 lag Adams tatsächlich erkrankt in seinem Bett, als das britische Transportschiff Surry unter Master Thomas Raine die Insel besuchte. Angeblich habe er sich mit einer Krankheit infiziert, die ein zuvor Halt machender Walfänger eingeschleppt hatte. Über die Meuterei erzählte er zu dieser Gelegenheit keine Details, doch erstmals behauptete er, Christian habe Pitcairn anhand einer von Philipp Carteret angefertigten Seekarte finden können, die irgendjemand auf der Bounty besessen habe. Dass sich Carteret bei der Lokalisierung Pitcairns um mehr als 200 Seemeilen verschätzt hatte, war Adams nicht bewusst. Die folgenden Ereignisse gab Adams erstmals weitgehend in Übereinstimmung mit der Erzählung in Youngs Journal wieder, mit Ausnahme des Todes von Quintal, der an Alkoholismus gestorben sei.

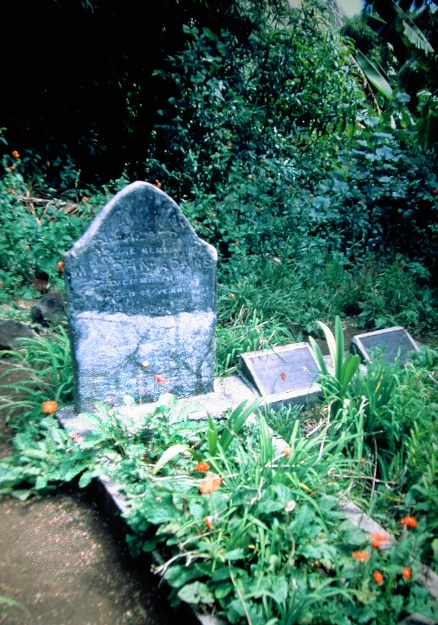
Grab von John Adams auf Pitcairn, 2000.

In den folgenden Jahren wurde Pitcairn mehrmals im Jahr von Schiffen angefahren, zumeist von amerikanischen Walfängern, von denen nur kurze Nachrichten überliefert sind. Der letzte bedeutende Besucher, den Adams empfing, war Kapitän Frederick William Beechey (HMS Blossom), der sich auf seiner Forschungsreise durch den Pazifik vom 4. bis 21. Dezember 1825 auf Pitcairn aufhielt. Seine ihm dargelegte Erzählung beglaubigte Adams mit seiner Unterschrift. Bei Ausbruch der Meuterei sei er in der Hängematte schlafend von John Sumner geweckt wurden. Als er an Deck kam, sei Bligh bereits von Christian und dem Waffenmeister Churchill gefesselt aus seiner Kajüte geholt worden. Insgesamt stellte sich Adams als ein unbewaffneter Mitläufer dar, der dem Gruppenzwang seiner Seemannskameraden gefolgt sei. Nach dem gescheiterten Siedlungsversuch auf Tubuai hätte die Mehrheit der Meuterer eine Fahrt zu den Marquesas-Inseln favorisiert, doch Christian habe anhand von Carterets Reisebericht die Lage von Pitcairn entdeckt, die als Versteck besser geeignet wäre. Binnen weniger Tage Fahrtzeit habe man diese erreicht. Die folgenden Ereignisse auf der Insel entnahm Beechey aus dem Journal von Edward Young. Weil dieses aber mit dem Datum 20. April 1798 endete, musste er danach wieder der Erzählung von Adams vertrauen. Dieser verschwieg ihm die Tötung von Quintal von seiner Hand.
Beechey fertigte auch ein Porträt von Adams an. In seiner Begleitung machte auch der junge Seeoffizier Edward Belcher seine Bekanntschaft, der später eine Stieftochter von Peter Heywood heiratete.

### Tod
In seinen letzten Lebensjahren hatte Adams die Führung der Inselgemeinde als Prediger und Lehrer den zugezogenen John Buffett und George Hunn Nobbs überlassen. Im Frühjahr 1829 verbrachte er einige Tage an Deck eines Perlensuchers aus Valparaiso, der auf Pitcairn um Taucher warb. Dabei hielt er sich zumeist bei heißen Temperaturen ohne Hut in der Sonne auf. An Land zurückgekehrt, lag er für mehrere Wochen krank darnieder und starb am 5. März 1829. Seine Gefährtin Teio („Mary“), bereits seit 1814 erblindet, starb nur wenige Wochen nach ihm am 14. April 1829.
Adams’ Grab war ursprünglich mit einer hölzernen Stele markiert, die Konteradmiral Fairfax Moresby nach seinem Besuch auf Pitcairn 1852 nach London transferieren ließ, wo sie sich heute im National Maritime Museum zu Greenwich befindet. Ersetzt wurde sie durch einen Grabstein, der 1949 gebrochen ist und danach zementiert wurde. Neben ihm sind seine Gefährtin Teio und seine Tochter Hannah begraben.

## Fiktionale Darstellung
- Meuterei auf der Bounty (1962), dargestellt von Hugh Griffith (als Alexander Smith)
- Die Bounty (1984), dargestellt von Philip Martin Brown (als Adams)

## Erlebnisberichte
- William Bligh: A voyage to the South sea, undertaken by command of His Majesty, for the purpose of conveying the bread-fruit tree to the West Indies, in His Majesty’s ship the Bounty, commanded by Lieutenant William Bligh. London 1792.
- John Buffett: A Narrative of 20 years’ Residence on Pitcairn’s Island. In: The Friend. Vol. IV, 1846, S. 2–3, 20–21, 27–28, 34–35, 50–51, 66–68.
- Amasa Delano (nach Mayhew Folger): A Narrative of Voyages and Travels, in the Northern and Southern Hemispheres. Boston 1817.
- John Henderson: Pitcairn's Island. In: The Calcutta Journal or Political, Commercial, and Literary Gazette. Vol. IV, No. 139, 1819, S. 261–263.
- Henry King: Extract from the Journal of Captain Henry King of the Elizabeth. In: Edinburgh Philosophical Journal. Vol. III, 1820, S. 380–388.
- Philip Pipon: The Descendants of the Bounty’s Crew. In: The United Service Journal and Naval and Military Magazine. 1834, S. 191–198.
- Thomas Raine: Narrative of a Visit to Pitcairn’s Island, in the ship Surry, 1821. In: Australian Magazine. Vol. I, 1821, S. 80–84, 109–114.
- Thomas Staines, Sir: Account of the Descendants of Christian and other Mutineers of the Bounty. In: Naval Chronicle. Vol. XXXIII, 1815, S. 217 f.
- Samuel Topliff (nach Reynolds und Downes): Pitcairn Island. In: The Salem Gazette. 16. Januar 1821, S. 2.

## Belletristik
- Max Engemann: Sturm über der Insel. Lebensgeschichte des Bounty-Meuterers John Adams. St.-Benno-Verlag, Leipzig 1988, ISBN 3-7462-0295-7.